# Solenosteira
Solenosteira is een geslacht van weekdieren uit de klasse van de Gastropoda (slakken).

## Soorten
- Solenosteira anomala (Reeve, 1846)
- Solenosteira cancellaria (Conrad, 1846)
- Solenosteira capitanea Berry, 1957
- Solenosteira fusiformis (Blainville, 1832)
- Solenosteira gatesi Berry, 1963
- Solenosteira mendozana (Berry, 1959)
- Solenosteira pallida (Broderip & G. B. Sowerby, 1829)